# Klotgråsuggor
Klotgråsuggor (Armadillidiidae) är en familj i ordningen gråsuggor som har egenskapen att de kan rulla ihop kroppen till ett klot så att den mer sårbara undersidan blir bättre skyddad om de hotas. Beteendet utlöses av vissa stimuli som vibrationer eller tryck och kan vara ett försvar mot predatorer. Det skyddar också mot uttorkning. 

## Kännetecken
Beroende på art varierar storleken från bara ett par millimeter upp till omkring 20 millimeter. Vanligen gråaktiga och har en rundad rygg. Rullar ihop sig till klot om de blir störda.

## Levnadssätt
Klotgråsuggor är landlevande och livnär sig främst på dött eller delvis nedbrutet växtmaterial och är viktiga som nedbrytare. 